# Тил
Тил — сукупне поняття:
1. Під час війни в широкому розумінні — вся територія країни з її населенням, господарством, державним і політичним устроєм. У міцності тилу виражається сила економічного і морального потенціалу країни, що забезпечує під час війни матеріальні потреби фронту і поповнення людськими резервами сил, що діють.
2. У збройних силах — сукупність частин, підрозділів і установ, створених з метою забезпечення видів збройних сил всім необхідним для їх життя, навчання, бойової діяльності і призначених для матеріального, технічного і медичного забезпечення військ. Тил армії, що діє, в сухопутних військах підрозділяється на оперативний і військовий.

Військовий тил — сукупність тилових частин, підрозділів і установ із запасами матеріальних засобів, що входять до складу військових з'єднань (частин, підрозділів) і призначених для їх матеріального, технічного і медичного забезпечення. Основними завданнями військового тилу є:
- своєчасне забезпечення підрозділу (частини) необхідними матеріальними засобами (боєприпасами, пальним, продовольством тощо) в будь-яких умовах бойової обстановки;
- підтримка в технічній справності озброєння, бойової і іншої техніки, а також своєчасний їх ремонт і евакуація;
- проведення заходів щодо збереження і зміцнення здоров'я особового складу, своєчасне надання медичної допомоги пораненим і хворим, їх евакуація і лікування на медичних пунктах;
- збір на полі бою і евакуація озброєння, техніки і майна як свого, так і трофейного.

До інших завдань військового тилу належать:
- технічне забезпечення з'єднань, частин і підрозділів по службах тилу;
- здійснення ветеринарного нагляду за забезпеченням частин і підрозділів продовольством;
- поховання полеглих у бою і померлих воїнів;
- забезпечення продовольством і обслуговування полонених до передачі їх за призначенням.